# Andreas Jakobsson
Bo Janne Andreas Jakobsson (født 6. oktober 1972 i Lund, Sverige) er en svensk tidligere fodboldspiller (forsvarer/defensiv midtbane). Han spillede 37 kampe for Sveriges landshold og var med i truppen til både VM 2002 i Sydkorea/Japan og til EM 2004 i Portugal.
På klubplan spillede Jakobsson størstedelen af sin karriere i hjemlandet, hvor han repræsenterede henholdsvis Landskrona og Helsingborg. Han havde også udlandsophold hos Hansa Rostock i Tyskland, danske Brøndby IF og engelske Southampton. Han vandt det svenske mesterskab med Helsingborg i 1999 og den danske Superliga med Brøndby i 2005.

## Titler
Allsvenskan
- 1999 med Helsingborg

Svenska Cupen
- 1998 og 2006 med Helsingborg

Dansk Superliga
- 2005 med Brøndby IF

DBU Pokalen
- 2005 med Brøndby IF